# Tingkeum Panyang
Tingkeum Panyang is een bestuurslaag in het regentschap Aceh Barat van de provincie Atjeh, Indonesië. Tingkeum Panyang telt 289 inwoners (volkstelling 2010).